# Suore di San Giuseppe di Buffalo
Le Suore di San Giuseppe (in inglese Sisters of St. Joseph of Buffalo; sigla S.S.J.) sono un istituto religioso femminile di diritto pontificio.

## Storia
La congregazione si riallaccia alla fondazione fatta a Le Puy-en-Velay dal sacerdote gesuita Jean-Pierre Médaille.
Gli inizi dell'istituto risalgono alla casa fondata nel 1854 a Canandaigua dalle suore di San Giuseppe della congregazione di Carondelet su richiesta di John Timon, primo vescovo di Buffalo: nel 1868 il territorio di Canandaigua passò alla neo eretta diocesi di Rochester e la casa-madre delle suore di San Giuseppe fu trasferita a Buffalo.
Agli inizi le suore di Buffalo seguivano le costituzioni della congregazione di Lione, ma nel 1898 furono totalmente riviste e adattate.
La congregazione ottenne l'approvazione pontificia il 5 marzo 1957.

## Attività e diffusione
Le suore svolgono il loro apostolato tramite scuole, asili, ospedali e case di riposo.
La sede generalizia è a Clarence, nello stato di New York.
Nel 2014 l'istituto contava 73 religiose in 24 case.